# Ronde van Zeeland Seaports 2015
La 8e édition du Ronde van Zeeland Seaports a eu lieu le 21 mars 2015. La course fait partie du calendrier UCI Europe Tour 2015 en catégorie 1.1.
L'épreuve a été remportée par le Belge Iljo Keisse (Etixx-Quick Step) devant ses coéquipiers le Néerlandais Niki Terpstra et le Polonais Łukasz Wiśniowski arrivés tous les trois détachés du peloton.

## Présentation

### Équipes
Classé en catégorie 1.1 de l'UCI Europe Tour, le Ronde van Zeeland Seaports est par conséquent ouvert aux WorldTeams dans la limite de 50 % des équipes participantes, aux équipes continentales professionnelles, aux équipes continentales et aux équipes nationales.
Dix-neuf équipes participent à ce Ronde van Zeeland Seaports - trois WorldTeams, cinq équipes continentales professionnelles et onze équipes continentales :
| UCI WorldTeams   | UCI WorldTeams | UCI WorldTeams |
| Nom de l'équipe  | Pays           | Code           |
| ---------------- | -------------- | -------------- |
| Etixx-Quick Step | Belgique       | EQS            |
| Lotto NL-Jumbo   | Pays-Bas       | TLJ            |
| Lotto-Soudal     | Belgique       | LTS            |

| Équipes continentales professionnelles | Équipes continentales professionnelles | Équipes continentales professionnelles |
| Nom de l'équipe                        | Pays                                   | Code                                   |
| -------------------------------------- | -------------------------------------- | -------------------------------------- |
| CCC Sprandi Polkowice                  | Pologne                                | CCC                                    |
| Cult Energy                            | Danemark                               | CLT                                    |
| Roompot Oranje Peloton                 | Pays-Bas                               | ROP                                    |
| Topsport Vlaanderen-Baloise            | Belgique                               | TSV                                    |
| UnitedHealthcare                       | États-Unis                             | UHC                                    |

| Équipes continentales         | Équipes continentales | Équipes continentales |
| Nom de l'équipe               | Pays                  | Code                  |
| ----------------------------- | --------------------- | --------------------- |
| 3M                            | Belgique              | MMM                   |
| An Post-ChainReaction         | Irlande               | SKT                   |
| Baby-Dump                     | Pays-Bas              | BBD                   |
| Jo Piels                      | Pays-Bas              | CJP                   |
| Join-S-De Rijke               | Pays-Bas              | RIJ                   |
| Metec-TKH-Mantel              | Pays-Bas              | MET                   |
| Parkhotel Valkenburg          | Pays-Bas              | PVC                   |
| Riwal Platform                | Danemark              | RIW                   |
| SEG Racing                    | Pays-Bas              | SEG                   |
| Stuttgart                     | Allemagne             | SGT                   |
| Vastgoedservice-Golden Palace | Belgique              | VGS                   |

### Règlement de la course

#### Primes
Les vingt prix sont attribués suivant le barème de l'UCI,. Le total général des prix distribués est de 14 477 €.
| Position | 1er     | 2e      | 3e      | 4e    | 5e    | 6e    | 7e    | 8e    | 9e    | 10e à 20e |
| Prix     | 5 785 € | 2 895 € | 1 445 € | 715 € | 580 € | 433 € | 433 € | 287 € | 287 € | 147 €     |

## Classements

### Classement final
| Classement final | Classement final         | Classement final | Classement final            | Classement final   |
|                  | Coureur                  | Pays             | Équipe                      | Temps              |
| ---------------- | ------------------------ | ---------------- | --------------------------- | ------------------ |
| 1er              | Iljo Keisse              | Belgique         | Etixx-Quick Step            | en 4 h 34 min 36 s |
| 2e               | Niki Terpstra            | Pays-Bas         | Etixx-Quick Step            | + 0 s              |
| 3e               | Łukasz Wiśniowski        | Pologne          | Etixx-Quick Step            | + 0 s              |
| 4e               | Yves Lampaert            | Belgique         | Etixx-Quick Step            | + 2 min 10 s       |
| 5e               | Edward Theuns            | Belgique         | Topsport Vlaanderen-Baloise | + 2 min 10 s       |
| 6e               | Tiesj Benoot             | Belgique         | Lotto-Soudal                | + 2 min 56 s       |
| 7e               | Timo Roosen              | Pays-Bas         | Lotto NL-Jumbo              | + 3 min 2 s        |
| 8e               | Guillaume Van Keirsbulck | Belgique         | Etixx-Quick Step            | + 3 min 2 s        |
| 9e               | Boris Vallée             | Belgique         | Lotto-Soudal                | + 3 min 2 s        |
| 10e              | Coen Vermeltfoort        | Pays-Bas         | Join-S-De Rijke             | + 3 min 31 s       |
| modifier         |                          |                  |                             |                    |

### UCI Europe Tour
Ce Ronde van Zeeland Seaports attribue des points pour l'UCI Europe Tour 2015, par équipes seulement aux coureurs des équipes continentales professionnelles et continentales, individuellement à tous les coureurs sauf ceux faisant partie d'une équipe ayant un label WorldTeam.
| Position,          | 1er | 2e | 3e | 4e | 5e | 6e | 7e | 8e | 9e | 10e | 11e | 12e |
| Classement général | 80  | 56 | 32 | 24 | 20 | 16 | 12 | 8  | 7  | 6   | 5   | 3   |

## Liste des participants
- Liste de départ complète

| Légende | Légende                                                                    | Légende | Légende                                                    |
| ------- | -------------------------------------------------------------------------- | ------- | ---------------------------------------------------------- |
| Num     | Dossard de départ porté par le coureur sur ce Ronde van Zeeland Seaports   | Pos     | Position à l'arrivée de la course                          |
|         | Indique un maillot de champion national ou mondial, suivi de sa spécialité | NP      | Indique un coureur qui n'a pas pris le départ de la course |
| AB      | Indique un coureur qui n'a pas terminé la course                           | HD      | Indique un coureur qui a terminé la course hors des délais |

| Lotto NL-Jumbo TLJ    | Lotto NL-Jumbo TLJ       | Lotto NL-Jumbo TLJ |
| --------------------- | ------------------------ | ------------------ |
| Num                   | Coureur                  | Pos                |
| 1                     | Brian Bulgaç (NED)       | NP                 |
| 2                     | Kevin De Weert (BEL)     | AB                 |
| 3                     | Barry Markus (NED)       | AB                 |
| 4                     | Timo Roosen (NED)        | 7e                 |
| 5                     | Mike Teunissen (NED)     | 19e                |
| 6                     | Tom Van Asbroeck (BEL)   | AB                 |
| 7                     | Nick van der Lijke (NED) | AB                 |
| 8                     |                          |                    |
| Directeur sportif : ? |                          |                    |

| Etixx-Quick Step EQS  | Etixx-Quick Step EQS           | Etixx-Quick Step EQS |
| --------------------- | ------------------------------ | -------------------- |
| Num                   | Coureur                        | Pos                  |
| 11                    | Niki Terpstra (NED)            | 2e                   |
| 12                    | Iljo Keisse (BEL)              | 1er                  |
| 13                    | Yves Lampaert (BEL)            | 4e                   |
| 14                    | Nikolas Maes (BEL)             | 11e                  |
| 15                    | Matteo Trentin (ITA)           | 18e                  |
| 16                    | Guillaume Van Keirsbulck (BEL) | 8e                   |
| 17                    | Martin Velits (SVK)            | AB                   |
| 18                    | Łukasz Wiśniowski (POL)        | 3e                   |
| Directeur sportif : ? |                                |                      |

| Lotto-Soudal LTS      | Lotto-Soudal LTS   | Lotto-Soudal LTS |
| --------------------- | ------------------ | ---------------- |
| Num                   | Coureur            | Pos              |
| 21                    | Sander Armée (BEL) | AB               |
| 22                    | Tiesj Benoot (BEL) | 6e               |
| 23                    | Vegard Breen (NOR) | AB               |
| 24                    | Sean De Bie (BEL)  | 17e              |
| 25                    |                    |                  |
| 26                    | Gert Dockx (BEL)   | AB               |
| 27                    | Boris Vallée (BEL) | 9e               |
| 28                    |                    |                  |
| Directeur sportif : ? |                    |                  |

| UnitedHealthcare UHC  | UnitedHealthcare UHC     | UnitedHealthcare UHC |
| --------------------- | ------------------------ | -------------------- |
| Num                   | Coureur                  | Pos                  |
| 31                    | Alessandro Bazzana (ITA) | AB                   |
| 32                    | Davide Frattini (ITA)    | AB                   |
| 33                    | Ken Hanson (USA)         | AB                   |
| 34                    | Christopher Jones (USA)  | AB                   |
| 35                    | John Murphy (USA)        | AB                   |
| 36                    | Tanner Putt (USA)        | AB                   |
| 37                    | Daniel Summerhill (USA)  | AB                   |
| 38                    | Federico Zurlo (ITA)     | NP                   |
| Directeur sportif : ? |                          |                      |

| Topsport Vlaanderen-Baloise TSV | Topsport Vlaanderen-Baloise TSV | Topsport Vlaanderen-Baloise TSV |
| ------------------------------- | ------------------------------- | ------------------------------- |
| Num                             | Coureur                         | Pos                             |
| 41                              | Amaury Capiot (BEL)             | AB                              |
| 42                              | Jonas Rickaert (BEL)            | AB                              |
| 43                              | Jarl Salomein (BEL)             | AB                              |
| 44                              | Stijn Steels (BEL)              | AB                              |
| 45                              | Edward Theuns (BEL)             | 5e                              |
| 46                              | Bert Van Lerberghe (BEL)        | AB                              |
| 47                              | Jef Van Meirhaeghe (BEL)        | AB                              |
| 48                              | Jelle Wallays (BEL)             | 13e                             |
| Directeur sportif : ?           |                                 |                                 |

| Cult Energy CLT       | Cult Energy CLT               | Cult Energy CLT |
| --------------------- | ----------------------------- | --------------- |
| Num                   | Coureur                       | Pos             |
| 51                    | Russell Downing (GBR)         | AB              |
| 52                    | Karel Hník (CZE)              | AB              |
| 53                    | Alex Kirsch (LUX)             | AB              |
| 54                    | Martin Mortensen (DEN)        | AB              |
| 55                    | Mads Pedersen (DEN)           | AB              |
| 56                    | Rasmus Christian Quaade (DEN) | AB              |
| 57                    | Michael Reihs (DEN)           | AB              |
| 58                    | Troels Vinther (DEN)          | 15e             |
| Directeur sportif : ? |                               |                 |

| CCC Sprandi Polkowice CCC | CCC Sprandi Polkowice CCC      | CCC Sprandi Polkowice CCC |
| ------------------------- | ------------------------------ | ------------------------- |
| Num                       | Coureur                        | Pos                       |
| 61                        | Piotr Brożyna (POL)            | AB                        |
| 62                        | Jakub Kaczmarek (POL)          | AB                        |
| 63                        | Eryk Latoń (POL)               | AB                        |
| 64                        | Nikolay Mihaylov (BUL) (Route) | AB                        |
| 65                        | Leszek Pluciński (POL)         | AB                        |
| 66                        | Grzegorz Stępniak (POL)        | AB                        |
| 67                        | Patryk Stosz (POL)             | AB                        |
| 68                        | Mateusz Taciak (POL)           | AB                        |
| Directeur sportif : ?     |                                |                           |

| Roompot Oranje Peloton ROP | Roompot Oranje Peloton ROP | Roompot Oranje Peloton ROP |
| -------------------------- | -------------------------- | -------------------------- |
| Num                        | Coureur                    | Pos                        |
| 71                         |                            |                            |
| 72                         | Berden de Vries (NED)      | AB                         |
| 73                         | Johnny Hoogerland (NED)    | 16e                        |
| 74                         | Michel Kreder (NED)        | AB                         |
| 75                         | Raymond Kreder (NED)       | 14e                        |
| 76                         | Ivar Slik (NED)            | AB                         |
| 77                         | Sjoerd van Ginneken (NED)  | AB                         |
| 78                         | Brian van Goethem (NED)    | 20e                        |
| Directeur sportif : ?      |                            |                            |

| 3M MMM                | 3M MMM                     | 3M MMM |
| --------------------- | -------------------------- | ------ |
| Num                   | Coureur                    | Pos    |
| 81                    | Jaap de Man (NED)          | AB     |
| 82                    | Fabrice Mels (BEL)         | AB     |
| 83                    | Emiel Vermeulen (BEL)      | AB     |
| 84                    | Christophe Sleurs (BEL)    | AB     |
| 85                    | Geert van der Weijst (NED) | AB     |
| 86                    | Dylan van Zijl (NED)       | AB     |
| 87                    | Melvin van Zijl (NED)      | AB     |
| 88                    | Michael Vingerling (NED)   | AB     |
| Directeur sportif : ? |                            |        |

| Riwal Platform RIW    | Riwal Platform RIW         | Riwal Platform RIW |
| --------------------- | -------------------------- | ------------------ |
| Num                   | Coureur                    | Pos                |
| 91                    | Jonas Aaen Jørgensen (DEN) | AB                 |
| 92                    | Emil Bækhøj (DEN)          | AB                 |
| 93                    | Nicolai Brøchner (DEN)     | AB                 |
| 94                    | Mads Christensen (DEN)     | AB                 |
| 95                    | Martin Grøn (DEN)          | AB                 |
| 96                    | Rasmus Mygind (DEN)        | AB                 |
| 97                    | Morten Øllegård (DEN)      | AB                 |
| 98                    | Casper von Folsach (DEN)   | AB                 |
| Directeur sportif : ? |                            |                    |

| SEG Racing SEG        | SEG Racing SEG            | SEG Racing SEG |
| --------------------- | ------------------------- | -------------- |
| Num                   | Coureur                   | Pos            |
| 101                   | Magnus Bak Klaris (DEN)   | AB             |
| 102                   | Jenthe Biermans (BEL)     | AB             |
| 103                   | Yoeri Havik (NED)         | AB             |
| 104                   | Fabio Jakobsen (NED)      | AB             |
| 105                   | Steven Lammertink (NED)   | AB             |
| 106                   | Rob Leemans (BEL)         | AB             |
| 107                   | Robert-Jon McCarthy (AUS) | AB             |
| 108                   | Julius van den Berg (NED) | AB             |
| Directeur sportif : ? |                           |                |

| Parkhotel Valkenburg PVC | Parkhotel Valkenburg PVC | Parkhotel Valkenburg PVC |
| ------------------------ | ------------------------ | ------------------------ |
| Num                      | Coureur                  | Pos                      |
| 111                      | Dennis Bakker (NED)      | AB                       |
| 112                      | James Judd (NZL)         | AB                       |
| 113                      | Joris Blokker (NED)      | AB                       |
| 114                      | Melvin Boskamp (NED)     | AB                       |
| 115                      | Jaap Kooijman (NED)      | AB                       |
| 116                      | Rick van Breda (NED)     | AB                       |
| 117                      | Jim van den Berg (NED)   | AB                       |
| 118                      | Bart van Haaren (NED)    | AB                       |
| Directeur sportif : ?    |                          |                          |

| Stuttgart SGT         | Stuttgart SGT          | Stuttgart SGT |
| --------------------- | ---------------------- | ------------- |
| Num                   | Coureur                | Pos           |
| 121                   | Arnold Fiek (GER)      | AB            |
| 122                   |                        |               |
| 123                   | Kai Kautz (GER)        | AB            |
| 124                   | Georg Loef (GER)       | AB            |
| 125                   | Florian Nowak (GER)    | AB            |
| 126                   | Moritz Schaffner (GER) | AB            |
| 127                   | Max Walsleben (GER)    | AB            |
| 128                   | Johannes Weber (GER)   | AB            |
| Directeur sportif : ? |                        |               |

| Jo Piels CJP          | Jo Piels CJP          | Jo Piels CJP |
| --------------------- | --------------------- | ------------ |
| Num                   | Coureur               | Pos          |
| 131                   | Tim Ariesen (NED)     | AB           |
| 132                   |                       |              |
| 133                   | Jochem Hoekstra (NED) | AB           |
| 134                   | Adriaan Janssen (NED) | AB           |
| 135                   | Stefan Poutsma (NED)  | AB           |
| 136                   | Sven van Luijk (NED)  | AB           |
| 137                   | Joey van Rhee (NED)   | 12e          |
| 138                   | Jeff Vermeulen (NED)  | AB           |
| Directeur sportif : ? |                       |              |

| Join-S-De Rijke RIJ   | Join-S-De Rijke RIJ      | Join-S-De Rijke RIJ |
| --------------------- | ------------------------ | ------------------- |
| Num                   | Coureur                  | Pos                 |
| 141                   |                          |                     |
| 142                   | Ike Groen (NED)          | AB                  |
| 143                   | Daan Meijers (NED)       | AB                  |
| 144                   | Jordi Talen (NED)        | AB                  |
| 145                   | Timon van Reek (NED)     | AB                  |
| 146                   | Ronan van Zandbeek (NED) | AB                  |
| 147                   | Coen Vermeltfoort (NED)  | 10e                 |
| 148                   | Gino Vierhouten (NED)    | AB                  |
| Directeur sportif : ? |                          |                     |

| Metec-TKH-Mantel MET  | Metec-TKH-Mantel MET   | Metec-TKH-Mantel MET |
| --------------------- | ---------------------- | -------------------- |
| Num                   | Coureur                | Pos                  |
| 151                   | Johim Ariesen (NED)    | AB                   |
| 152                   | Dries Hollanders (BEL) | AB                   |
| 153                   | Jarno Gmelich (NED)    | AB                   |
| 154                   | Rick Goeree (NED)      | AB                   |
| 155                   | Jasper Hamelink (NED)  | AB                   |
| 156                   | Stef Krul (NED)        | AB                   |
| 157                   | Oscar Riesebeek (NED)  | AB                   |
| 158                   | Remco te Brake (NED)   | AB                   |
| Directeur sportif : ? |                        |                      |

| Vastgoedservice-Golden Palace VGS | Vastgoedservice-Golden Palace VGS | Vastgoedservice-Golden Palace VGS |
| --------------------------------- | --------------------------------- | --------------------------------- |
| Num                               | Coureur                           | Pos                               |
| 161                               | Alexander Cools (BEL)             | AB                                |
| 162                               | Sander Cordeel (BEL)              | AB                                |
| 163                               |                                   |                                   |
| 164                               | Sam Lennertz (BEL)                | AB                                |
| 165                               | Kevin Peeters (BEL)               | AB                                |
| 166                               | Rob Ruijgh (NED)                  | AB                                |
| 167                               |                                   |                                   |
| 168                               | Alphonse Vermote (BEL)            | AB                                |
| Directeur sportif : ?             |                                   |                                   |

| Baby-Dump BBD         | Baby-Dump BBD            | Baby-Dump BBD |
| --------------------- | ------------------------ | ------------- |
| Num                   | Coureur                  | Pos           |
| 171                   | Niek Boom (NED)          | AB            |
| 172                   | Luuc Bugter (NED)        | AB            |
| 173                   | Twan Castelijns (NED)    | AB            |
| 174                   | René Hooghiemster (NED)  | AB            |
| 175                   | Ian Richards (AUS)       | AB            |
| 176                   | Koos Jeroen Kers (NED)   | AB            |
| 177                   | Tristan Timmermans (NED) | AB            |
| 178                   | Lars van de Vall (NED)   | AB            |
| Directeur sportif : ? |                          |               |

| An Post-ChainReaction SKT | An Post-ChainReaction SKT         | An Post-ChainReaction SKT |
| ------------------------- | --------------------------------- | ------------------------- |
| Num                       | Coureur                           | Pos                       |
| 181                       | Xandro Meurisse (BEL)             | AB                        |
| 182                       | Conor Dunne (IRL)                 | AB                        |
| 183                       | Aidis Kruopis (LTU)               | AB                        |
| 184                       |                                   |                           |
| 185                       | Paulius Šiškevičius (LTU) (Route) | AB                        |
| 186                       | Jack Wilson (IRL)                 | AB                        |
| 187                       | Jordan Stannus (AUS)              | AB                        |
| 188                       | Jens Vandenbogaerde (BEL)         | AB                        |
| Directeur sportif : ?     |                                   |                           |